# الحي الصيني في دبي
الحي الصيني في دبي هو منطقة تبلغ مساحتها 800 هكتار بالقرب من مطار دبي الدولي. أعلنت شركة التطوير العقاري بناء الحي الصيني (تشاينا تاون) في خور دبي عام 2018، تزامنًا مع زيارة الرئيس الصيني شي جين بينغ الى الإمارات العربية المتحدة.
تشمل منطقة تجارية على شكل تنين وسور الصين العظيم الخاص بها والمدينة المحرمة. بمجرد الانتهاء من المنطقة سوف تكون قادرة على استيعاب 60 ألف شخص. تبلغ تكلفة الحي الصيني 173 مليون درهم إماراتي (47 مليون دولار أمريكي). عند الانتهاء فإن دبي ستضم أكبر حي صيني في العالم.
يشمل المشروع متعدد الاستخدامات بناء شقق سكنية وفنادق ومركز تسوق تجاري يحوي على 4 آلاف متجر لكافة الإحتياجات، بالإضافة إلى مرافق ترفيهية ومصانع ومخازن. يشمل التطوير بناء مركز تجاري على شكل تنين تبلغ مساحته أكثر من 150 ألف متر مربع بينما تبلغ مساحة التخزين 2800 متر مربع. يتم طرح ذلك على أربع مراحل. المراحل الثلاث الأخرى تشمل بناء شقق تشاينا مكس 1 و 2 وتشاينامارت.
- أعمال البنية التحتية التي تقدر قيمتها من 200 إلى 250 مليون درهم (من 54 إلى 68 مليون دولار) وتشمل هذه المرحلة بناء الطرق ومواقف السيارات والصرف الصحي ومياه الأمطار وتصريف الصرف الصحي والأعمال الكهربائية.
- شقق تشاينا مكس 1 وتشمل بناء 13 مبنى حيث أن كل مبنى يضم من 4 إلى 5 طوابق بينما ستبلغ المساحة المبنية نحو 1.2 مليون قدم مربع. تبلغ التكلفة التقديرية لهذه المرحلة حوالي 200 مليون درهم (54 مليون دولار).
- شقق تشاينا مكس 2 وتشمل بناء 12 مبنى حيث أن كل مبنى يضم من 4 إلى 5 طوابق بينما ستبلغ المساحة المبنية حوالي مليون قدم مربع. تبلغ التكلفة التقديرية لهذه المرحلة حوالي 180 مليون درهم (49 مليون دولار).
- تشاينا مكس مارت ويشمل بناء مركز للتسوق والمرافق ذات الصلة التي سيتم بناؤها على شكل تنين على مساحة تبلغ أكثر من 150 ألف متر مربع بينما تبلغ مساحة التخزين 2800 متر مربع. التكاليف المتوقعة هي 300 مليون درهم (82 مليون دولار).